# 我的步伐聯盟
我的步伐聯盟（羅馬化：Im Kaylə Dashink'，缩写为IKD）是亞美尼亞的一個已不存在的中间派政党联盟，由公民协议和使命党組成。它成立於2018年8月，也就是2018年埃里溫市議會選舉之前。該聯盟的領導人是尼科尔·帕希尼扬。

## 歷史
在2018年3月31日，亞美尼亞革命開始之際，尼科爾·帕希尼揚和一群支持者從亞美尼亞第二大城市久姆裡開始遊行。宣布這項名為“我的步伐”的競選活動旨在阻止薩爾基相於4月17日當選總理。
2021年5月，该联盟解散。